# Ciryl Gane
Ciryl Jacky Gane (La Roche-sur-Yon, 12 aprile 1990) è un artista marziale misto francese.
Combatte nella divisione dei pesi massimi per la promozione statunitense UFC, dove è stato il campione ad interim di categoria nel 2021.

## Biografia
Gane è nato a La Roche-sur-Yon ed è di origini guadalupense da suo padre. Suo padre Romain Gane era un autista di autobus e calciatore nella Division d'Honneur. Da giovane, Gane ha giocato a calcio e basket. Nonostante il suo talento sportivo, Gane decise di lavorare nelle vendite in un negozio di mobili e si unì ad un programma di studio e lavoro a Parigi. Durante questo periodo, un ex compagno di classe ha fatto conoscere a Gane la muay thai.

## Risultati nelle arti marziali miste
| Risultato | Record | Avversario            | Metodo                             | Evento                                      | Data              | Round | Tempo | Città                  | Note                                                                      |
| --------- | ------ | --------------------- | ---------------------------------- | ------------------------------------------- | ----------------- | ----- | ----- | ---------------------- | ------------------------------------------------------------------------- |
| Vittoria  | 13-2   | Aleksandr Volkov      | Decisione (split)                  | UFC 310: Pantoja vs. Asakura                | 7 dicembre 2024   | 3     | 5:00  | Las Vegas, Stati Uniti |                                                                           |
| Vittoria  | 12-2   | Sergey Spivak         | KO tecnico (pugni)                 | UFC on ESPN: Gane vs. Spivak                | 2 settembre 2023  | 2     | 3:44  | Parigi, Francia        |                                                                           |
| Sconfitta | 11-2   | Jon Jones             | Sottomissione (ghigliottina)       | UFC 285: Jones vs Gane                      | 4 marzo 2023      | 1     | 2:04  | Las Vegas, Stati Uniti | Per il titolo vacante dei pesi massimi UFC                                |
| Vittoria  | 11-1   | Tai Tuivasa           | KO (pugni)                         | UFC Fight Night: Gane vs. Tuivasa           | 3 settembre 2022  | 3     | 4:23  | Parigi, Francia        | Fight of the Night                                                        |
| Sconfitta | 10-1   | Francis Ngannou       | Decisione (unanime)                | UFC 270: Ngannou vs. Gane                   | 22 gennaio 2022   | 5     | 5:00  | Anaheim, Stati Uniti   | Per il titolo dei pesi massimi UFC                                        |
| Vittoria  | 10-0   | Derrick Lewis         | KO tecnico (pugni)                 | UFC 265: Lewis vs. Gane                     | 7 agosto 2021     | 3     | 4:11  | Houston, Stati Uniti   | Vince il titolo dei pesi massimi UFC ad interim. Performance of the Night |
| Vittoria  | 9-0    | Aleksandr Volkov      | Decisione (unanime)                | UFC Fight Night: Gane vs. Volkov            | 26 Giugno 2021    | 5     | 5:00  | Las Vegas, Stati Uniti |                                                                           |
| Vittoria  | 8-0    | Jairzinho Rozenstruik | Decisione (unanime)                | UFC Fight Night: Rozenstruik vs. Gane       | 27 Febbraio 2021  | 5     | 5:00  | Las Vegas, Stati Uniti |                                                                           |
| Vittoria  | 7-0    | Junior dos Santos     | KO tecnico (gomitata)              | UFC 256                                     | 12 Dicembre 2020  | 2     | 2:34  | Las Vegas, Stati Uniti |                                                                           |
| Vittoria  | 6-0    | Tanner Boser          | Decisione (unanime)                | UFC Fight Night: Edgar vs. Korean Zombie    | 21 Dicembre 2019  | 3     | 5:00  | Busan, Corea del Sud   |                                                                           |
| Vittoria  | 5-0    | Don'Tale Mayes        | Sottomissione (heel hook)          | UFC Fight Night: Maia vs. Askren            | 26 Ottobre 2019   | 3     | 4:46  | Kallang, Singapore     |                                                                           |
| Vittoria  | 4-0    | Raphael Pessoa        | Sottomissione (arm-triangle choke) | UFC Fight Night: Shevchenko vs. Carmouche 2 | 10 Agosto 2019    | 1     | 4:42  | Montevideo, Uruguay    | Debutto in UFC                                                            |
| Vittoria  | 3-0    | Roggers Souza         | KO tecnico (pugni)                 | TKO 48: Souza vs Gane                       | 24 Maggio 2019    | 1     | 4:26  | Gatineau, Canada       |                                                                           |
| Vittoria  | 2-0    | Adam Dyczka           | KO tecnico (pugni)                 | TKO 44: Hunter vs Barriault                 | 21 Settembre 2018 | 2     | 4:57  | Québec City, Canada    |                                                                           |
| Vittoria  | 1-0    | Bobby Sullivan        | Sottomissione (front choke)        | TKO Fight Night 1                           | 2 Agosto 2018     | 1     | 1:48  | Montréal, Canada       |                                                                           |

## Risultati nel Muay Thai

### Muay-thaï / K1
| Risultato | Record | Avversario        | Metodo   | Evento                 | Data             | Round | Città                         | Note                                |
| --------- | ------ | ----------------- | -------- | ---------------------- | ---------------- | ----- | ----------------------------- | ----------------------------------- |
| Vittoria  | 13-0   | Daniel Lentie     | TKO      | La Nuit De l'Impact IV | 9 giugno 2018    | 1     | Saintes, Francia              |                                     |
| Vittoria  | 12-0   | Yassine Boughanem | Décision | Duel 2                 | 28 ottobre 2017  | 3     | Parigi, Francia               |                                     |
| Vittoria  | 11-0   | Bangaly Keita     | TKO      | Warriors Night         | 27 maggio 2017   | 3     | Parigi, Francia               |                                     |
| Vittoria  | 10-0   | Jonathan Gengoul  | KO       | Muay Thai Spirit 5     | 22 aprile 2017   | 1     | Les Herbiers, Francia         | Titolo nazionale AFMT +91 kg        |
| Vittoria  | 9-0    | Brice Guidon      | TKO      | La Nuit Des Titans     | 18 marzo 2017    | 3     | Tours, Francia                |                                     |
| Vittoria  | 8-0    | Samih Bachar      | Décision | Gala des 5 Nations     | 5 novembre 2016  |       | Nanterre, Francia             |                                     |
| Vittoria  | 7-0    | Jérémy Jeanne     | TKO      | Hurricane Fighting 3   | 4 giugno 2016    | 2     | Châlons-en-Champagne, Francia | Titolo nazionale AFMT +91 kg        |
| Vittoria  | 6-0    | Imed Souissi      | KO       | 8e Défi des Champions  | 2 aprile 2016    | 1     | M’Saken, Tunisia              |                                     |
| Vittoria  | 5-0    | Brandon Mobi      | Décision | Paris Fight            | 10 dicembre 2015 | 3     | Parigi, Francia               |                                     |
| Vittoria  | 4-0    | Brandon Mobi      | Décision | Show Thaï 13           | 31 ottobre 2015  | 3     | Aubervilliers, Francia        |                                     |
| Vittoria  | 3-0    | Jonathan Gengoul  | KO       | Show Thaï 12           | 8 maggio 2015    | 2     | Aubervilliers, Francia        | Campionato di Francia AFMT Classe B |
| Vittoria  | 2-0    | Yann Kouadja      | KO       | Super Fight            | 15 febbraio 2015 | 2     | Parigi, Francia               | Classe C                            |
| Vittoria  | 1-0    | 🇨🇬 Cyril Omahri   | KO       | Show Thaï 10           | 1 novembre 2014  | 1     | Aubervilliers, Francia        |                                     |

## Filmografia
- Nella tana dei lupi 2 - Pantera (Den of Thieves 2: Pantera), regia di Christian Gudegast (2025)
- K.O., regia di Antoine Blossier (2025)